# Zamek w Bucniowie
Zamek w Bucniowie – zamek wybudowany w XVII w.  w Bucniowie.

## Historia
Bucniów stanowił królewszczyznę będącą w połowie XVII w. w posiadaniu Gabriela  Silnickiego herbu Jelita, kasztelana czerniechowskiego, później kamienieckiego. Instrukcja nadana od wojska z Koła Generalnego pod Bracławiem datowana na 1 listopada 1671 r. wspomina by ze względu na zasługi wojenne, przebytą niewolę bisurmańską i koszty wyłożone ma umocnienie Bucniowa wyznaczono komisję w celu ustalenia sumy i kosztów poniesionych na fortyfikacje zamku w dobrach księcia.
Do połowy XIX w. z zamku ocalały trzy czworoboczne baszty, wysokie na kondygnację. Jedna nich miała sklepione piwnice. Dwie baszty na początku XIX w. złączono parterowym skrzydłem, zwieńczonym dachem dwuspadowym. 
Ostatni właściciele bucniowskiego pałacu – Serwatowscy, zostali w kwietniu 1940 zesłani do Kazachstanu, a pałacowe kolekcje zaginęły. Dziś już nie ma żadnego widocznego śladu po pałacu ani po wcześniejszym zamku.